# Trichothurgus shajovskoyi
Trichothurgus shajovskoyi is een vliesvleugelig insect uit de familie Megachilidae. De wetenschappelijke naam van de soort is voor het eerst geldig gepubliceerd in 1957 door Ogloblin.